# Seznam falkenberských knížat
Toto je úplný seznam falkenberských knížat. Ve Falkenberském knížectví vyděleném v roce 1313 z Opolského knížectví vládli výhradně Slezští Piastovci. Do Opolského knížectví se včlenilo zpátky po smrti Boleslava V. Heretika roku 1460.
| Jméno                     | Vláda           | Rodiče                   | Životopisná data          | Poznámky                                                                           |
| ------------------------- | --------------- | ------------------------ | ------------------------- | ---------------------------------------------------------------------------------- |
| Boleslav I. Falkenberský  | 1313–1362/65    | Boleslav I. Opolský      | 1293/95 1362/65           | Knížectví falkenberské mu bylo vyděleno z Opolského knížectví jako úděl roku 1313. |
| Boleslav II. Falkenberský | 1362/65–1367/68 | Boleslav I. Falkenberský | 1326/35 1367/68           |                                                                                    |
| Jindřich Falkenberský     | 1362/65–1382    | Boleslav I. Falkenberský | cca 1340 14. září 1382    |                                                                                    |
| Václav Falkenberský       | 1362/65–1369    | Boleslav I. Falkenberský | cca 1340 1369             |                                                                                    |
| Boleslav IV. Opolský      | 1382–1421       | Boleslav III. Opolský    | 1363/67 6. květen 1437    |                                                                                    |
| Bernard Falkenberský      | 1421–1455       | Boleslav III. Opolský    | 1374/78 2./4. duben 1455  |                                                                                    |
| Boleslav V. Opolský       | 1455–1460       | Boleslav IV. Opolský     | 1394/1400 29. květen 1460 | Po jeho smrti Falkenbersko začleněno do Opolska.                                   |